# Мартиньш Клейнс
Мартіньш Клейнс (латис. Mārtiņš Oskars Kleins; *17 грудня 1938, Рига — †15 червня 2014) — латвійський оператор ігрового і документального кіно.

## Біографія
Народився 17 грудня 1938 в Ризі, в сім'ї шеф-кухаря.
Навчався в Булдурському технікумі, на відділенні художнього квітникарства (1954). Працював на Ризькій кіностудії з 1958. Пройшов усі етапи професійного зростання. Закінчив операторський факультет у ВДІКу на Московщині (1966). Дипломна робота — оператор, спільно з Альбертом Осиповим, на фільмі режисера Ніколая Розанцева, «Змова послів».
Працював в різних стилях і напрямках, від екранізації класики до пригодницьких стрічок. На початку кар'єри знімав сюжети в кіножурналах, був оператором документального фільму «Яніс Осіс». Спробував свої сили, як художник-постановник, в стрічці «Майя і Пайя» (1990, режисер Гунар Піесіс).
Дружина — відома латвійська піаністка і педагог Ілзе Ґраубіня (1941-2001).

## Фільмографія
- 1965 — «Змова послів» — оператор
- 1966 — «Едгар і Крістина» — оператор
- 1968 — «Армія «Плиски» знову в бою» — оператор
- 1969 — «У багатої пані» — оператор
- 1970 — «Слуги диявола» — оператор
- 1971 — «У тіні смерті» — оператор
- 1972 — «Слуги диявола на чортовому млині» — оператор
- 1973 — «Вій, вітерець!» — оператор
- 1975 — «У лещатах чорного раку» — оператор
- 1976 — «Смерть під вітрилом» — оператор
- 1978 — «Твій син» — оператор
- 1981 — «Слідством встановлено» — оператор
- 1981 — «На межі століть» — оператор
- 1983 — «Сад з привидом» — оператор
- 1984 — «Останній візит» — оператор
- 1985 — «Хлопчик-мізинчик» — оператор
- 1986 — «Він, вона та діти» — оператор
- 1988 — «Ворожіння на баранячій лопатці» — оператор
- 1990 — «Майя і Пайя» — оператор, художник-постановник
- 1992 — «Ноктюрн Шопена» — оператор